# Sujeto volador no identificado
 Sujeto volador no identificado es una película  de Argentina filmada en colores dirigida por Angel Acciaresi sobre el guion de Baldomero González Echegoyen que se produjo en 1980 pero nunca fue terminada. Tuvo como actores principales a Rolando Chávez, Ricardo Jordán, José Marrone, Ethel Rojo y Vicente Rubino.

## Producción
La película quedó inconclusa cuando quedaba una sola secuencia para su terminación y nunca se completó

## Reparto
Participaron del filme los siguientes intérpretes:
- Rolando Chávez
- Ricardo Jordán
- José Marrone
- Ethel Rojo
- Vicente Rubino
- Antonio Grimau
- Susana Rubio